# Mon impossible amour
Singles de Mireille Mathieu
Mon bel amour d'été
(1969) Si Paris était en Provence
(1970)
 Mon impossible amour  est une chanson de Mireille Mathieu sortie en 1969 sur le 15e 45 tours français de l'artiste.